# Municipio de Lee (condado de Adair)
El municipio de Lee (en inglés: Lee Township) es un municipio ubicado en el condado de Adair en el estado estadounidense de Iowa. En el año 2000 el municipio tenía una población de 245 habitantes y una densidad poblacional de 3,2 personas por km².

## Geografía
El municipio de Lee se encuentra ubicado en las coordenadas 41°17′07″N 94°24′26″O / 41.28528, -94.40722..